# Ісламова Валентина Іванівна
Валентина Іванівна Ісламова (рос. Валентина Ивановна Исламова, до шлюбу Брік (нар. 18 березня 1992, Новосибірська область) — російська та казахська борчиня вільного стилю, бронзова призерка чемпіонату світу, дворазова бронзова призерка чемпіонатів Азії, бронзова призерка Європейських ігор. Майстер спорту Росії з вільної боротьби.

## Життєпис
Боротьбою почала займатися з 2005 року. Перший тренер — О. І. Гуц.
Срібна (2015) та бронзова (2016) призерка чемпіонатів Росії.
З 2012 до 2016 року представляла збірну команду Росії, з 2019 року виступає за збірну Казахстану.
Виступає за спортивний клуб «Газпром» та спортивне товариство «Динамо» Санкт-Петербург. Тренери — Раміль Ісламов (з 2011), Дмитро Герчегло (з 2014), Ліна Мірєєва.

### Родина
Чоловік — узбецький, згодом російський борець вільного стилю, срібний та бронзовий призер чемпіонатів світу, дворазовий чемпіон та срібний призер чемпіонатів Азії, срібний призер Азійських ігор, володар Кубку світу, учасник двох Олімпійських ігор, старший тренер збірної Росії з жіночої боротьби Раміль Ісламов (нар. 1973).

## Спортивні результати на міжнародних змаганнях

### Виступи на Чемпіонатах світу
| Змагання                        | Збірна    | Вагова категорія          | Місце  |
| ------------------------------- | --------- | ------------------------- | ------ |
| Чемпіонат світу з боротьби 2015 | Росія     | жіноча боротьба, до 48 кг | 5      |
| Чемпіонат світу з боротьби 2018 | Казахстан | жіноча боротьба, до 50 кг | 13     |
| Чемпіонат світу з боротьби 2019 | Казахстан | жіноча боротьба, до 50 кг | Бронза |

### Виступи на Чемпіонатах Європи
| Змагання                         | Збірна | Вагова категорія          | Місце |
| -------------------------------- | ------ | ------------------------- | ----- |
| Чемпіонат Європи з боротьби 2016 | Росія  | жіноча боротьба, до 48 кг | 5     |

### Виступи на Чемпіонатах Азії
| Змагання                       | Збірна    | Вагова категорія          | Місце  |
| ------------------------------ | --------- | ------------------------- | ------ |
| Чемпіонат Азії з боротьби 2019 | Казахстан | жіноча боротьба, до 50 кг | Бронза |
| Чемпіонат Азії з боротьби 2020 | Казахстан | жіноча боротьба, до 50 кг | Бронза |

### Виступи на Європейських іграх
| Змагання              | Збірна | Вагова категорія          | Місце  |
| --------------------- | ------ | ------------------------- | ------ |
| Європейські ігри 2015 | Росія  | жіноча боротьба, до 48 кг | Бронза |

### Виступи на інших змаганнях
| Змагання                                     | Збірна    | Вагова категорія          | Місце  |
| -------------------------------------------- | --------- | ------------------------- | ------ |
| Турнір Олександра Медведя 2011               | Росія     | жіноча боротьба, до 55 кг | 7      |
| Київський Міжнародний турнір з боротьби 2012 | Росія     | жіноча боротьба, до 55 кг | 8      |
| Вогні Москви 2012                            | Росія     | жіноча боротьба, до 55 кг | Бронза |
| Турнір Олександра Медведя 2013               | Росія     | жіноча боротьба, до 51 кг | Бронза |
| Відкритий кубок Росії з боротьби 2014        | Росія     | жіноча боротьба, до 48 кг | Золото |
| Гран-прі «Іван Яригін» 2015                  | Росія     | жіноча боротьба, до 48 кг | Золото |
| Гран-прі Німеччини з боротьби 2015           | Росія     | жіноча боротьба, до 48 кг | Бронза |
| Кубок Алроси 2015                            | Росія     | жіноча боротьба, до 48 кг | Золото |
| Золотий Гран-прі з боротьби 2015             | Росія     | жіноча боротьба, до 48 кг | Золото |
| Тестовий турнір UWW 2016                     | Росія     | жіноча боротьба, до 48 кг | Срібло |
| Гран-прі Німеччини з боротьби 2016           | Росія     | жіноча боротьба, до 48 кг | Золото |
| Турнір міста Сассарі 2016                    | Росія     | жіноча боротьба, до 48 кг | Срібло |
| Чемпіонат Росії з боротьби 2016              | Росія     | жіноча боротьба, до 48 кг | Бронза |
| Турнір Дана Колова — Николи Петрова 2019     | Казахстан | жіноча боротьба, до 50 кг | 18     |
| Турнір міста Сассарі з боротьби 2019         | Казахстан | жіноча боротьба, до 50 кг | 7      |
| Гран-прі Іспанії з боротьби 2019             | Казахстан | жіноча боротьба, до 50 кг | Бронза |
| Відкритий чемпіонат Польщі з боротьби 2019   | Казахстан | жіноча боротьба, до 50 кг | Срібло |
| Турнір Маттео Пелліцоне 2020                 | Казахстан | жіноча боротьба, до 50 кг | 14     |
| Турнір Маттео Пелліцоне 2021                 | Казахстан | жіноча боротьба, до 50 кг | 4      |

### Виступи на змаганнях молодших вікових груп
| Змагання                                       | Збірна | Вагова категорія          | Місце |
| ---------------------------------------------- | ------ | ------------------------- | ----- |
| Чемпіонат світу з боротьби серед юніорів 2010  | Росія  | жіноча боротьба, до 51 кг | 5     |
| Чемпіонат Європи з боротьби серед юніорів 2012 | Росія  | жіноча боротьба, до 55 кг | 5     |
| Чемпіонат світу з боротьби серед юніорів 2012  | Росія  | жіноча боротьба, до 55 кг | 13    |